# Élections cantonales de 2008 en Lot-et-Garonne
Les élections cantonales françaises de 2008 permettent d'élire les conseillers généraux de la moitié des cantons français. Initialement prévues en 2007, les élections cantonales françaises sont décalées en 2008 et se déroulent les mêmes jours que les élections municipales pour ne pas surcharger le calendrier électoral de 2007.

## Contexte départemental

### Assemblée départementale sortante
Avant les élections, le conseil général de Lot-et-Garonne est présidé par Michel Diefenbacher (UMP). Il comprend 40 conseillers généraux issus des 40 cantons de Lot-et-Garonne ; 20 d'entre eux sont renouvelables lors de ces élections.
| Parti                             | Sigle | Élus |
| --------------------------------- | ----- | ---- |
| Majorité (20 sièges)              |       |      |
| Union pour un mouvement populaire | UMP   | 17   |
| Divers droite                     | DVD   | 3    |
| Opposition (20 sièges)            |       |      |
| Parti socialiste                  | PS    | 16   |
| Divers gauche                     | DVG   | 2    |
| Parti radical de gauche           | PRG   | 1    |
| Parti communiste français         | PCF   | 1    |
| Président du conseil général      |       |      |
| Michel Diefenbacher (UMP)         |       |      |

## Résultats à l'échelle du département
| Étiquette      | Étiquette                         | Premier tour | Premier tour | Second tour | Second tour | Total |
| Étiquette      | Étiquette                         | Voix         | %            | Voix        | %           | Total |
| -------------- | --------------------------------- | ------------ | ------------ | ----------- | ----------- | ----- |
|                | Parti socialiste                  | 22 775       | 27,19        | 20 180      | 33,06       | 8     |
|                | Divers gauche                     | 7 692        | 9,18         | 7 457       | 12,22       | 2     |
|                | Parti communiste français         | 4 682        | 5,59         |             |             |       |
|                | Les Verts                         | 3 985        | 4,76         | 3 091       | 5,06        | 0     |
|                | Parti radical de gauche           | 590          | 0,7          | 830         | 1,36        | 0     |
|                | Extrême gauche                    | 284          | 0,34         |             |             |       |
| Gauche         | Gauche                            | 40 008       | 47,76        | 31 558      | 51,71       | 10    |
|                |                                   |              |              |             |             |       |
|                | Divers droite                     | 18 618       | 22,22        | 14 598      | 23,92       | 5     |
|                | Union pour un mouvement populaire | 17 906       | 21,37        | 12 673      | 20,76       | 5     |
|                | Mouvement démocrate               | 2 990        | 3,57         |             |             |       |
|                | Nouveau Centre                    | 2 240        | 2,67         | 2 203       | 3,61        | 0     |
|                | Front national                    | 1 563        | 1,87         |             |             |       |
| Droite         | Droite                            | 43 317       | 51,7         | 29 474      | 48,29       | 10    |
|                |                                   |              |              |             |             |       |
|                | Régionalistes                     | 451          | 0,54         |             |             |       |
|                |                                   |              |              |             |             |       |
| Inscrits       | Inscrits                          | 117 784      | 100,00       | 93 913      | 100,00      |       |
| Abstentions    | Abstentions                       | 30 738       | 26,1         | 30 746      | 32,74       |       |
| Votants        | Votants                           | 87 046       | 73,9         | 63 167      | 67,26       |       |
| Blancs et nuls | Blancs et nuls                    | 3 270        | 3,76         | 2 135       | 3,38        |       |
| Exprimés       | Exprimés                          | 83 776       | 96,24        | 61 032      | 96,62       |       |

### Résultats en nombre de sièges
| Parti | Sièges mis en jeu | Élus | Évolution |
| ----- | ----------------- | ---- | --------- |
| PS    | 5                 | 8    | +3        |
| DVG   | 0                 | 2    | +2        |
| DVD   | 3                 | 5    | +2        |
| UMP   | 12                | 5    | -7        |

### Assemblée départementale à l'issue des élections
| Parti                             | Sigle | Élus |
| --------------------------------- | ----- | ---- |
| Majorité (25 sièges)              |       |      |
| Parti socialiste                  | PS    | 19   |
| Divers gauche                     | DVG   | 4    |
| Parti radical de gauche           | PRG   | 1    |
| Parti communiste français         | PCF   | 1    |
| Opposition (15 sièges)            |       |      |
| Union pour un mouvement populaire | UMP   | 10   |
| Divers droite                     | DVD   | 5    |
| Président du conseil général      |       |      |
| Pierre Camani (PS)                |       |      |

### Liste des élus
| Canton              | Conseiller sortant   | Parti | Parti | Conseiller élu           | Parti | Parti |
| ------------------- | -------------------- | ----- | ----- | ------------------------ | ----- | ----- |
| Agen-Centre         | Lucette Lousteau     |       | PS    | Pierre Chollet           |       | DVD   |
| Agen-Nord           | Jean-Michel Drapé    |       | DVD   | Jean-Michel Drapé        |       | DVD   |
| Astaffort           | Michel Esteban       |       | PS    | Michel Esteban           |       | PS    |
| Casteljaloux        | Jean-Claude Guénin   |       | UMP   | Jean-Claude Guénin       |       | UMP   |
| Castelmoron-sur-Lot | Bernard Genestou     |       | UMP   | Bernard Genestou         |       | UMP   |
| Castillonnès        | Christian Ferullo    |       | PS    | Christian Ferullo        |       | PS    |
| Francescas          | Christian Lussagnet  |       | UMP   | Christian Lussagnet      |       | UMP   |
| Laplume             | Gérard Marty*        |       | UDF   | Jean Dreuil              |       | PS    |
| Lauzun              | Pierre Costes        |       | PS    | Pierre Costes            |       | PS    |
| Lavardac            | André Touron         |       | UMP   | André Touron             |       | UMP   |
| Le Mas-d'Agenais    | Jean-Louis Confolent |       | UMP   | Jean-Luc Barbe           |       | DVG   |
| Marmande-Ouest      | Michel Diefenbacher  |       | UMP   | Joël Hocquelet           |       | DVG   |
| Monclar             | Pierrette Jugie      |       | UMP   | Pierre-Jean Fougeyrollas |       | PS    |
| Nérac               | Gabriel Chazallon    |       | UMP   | Nicolas Lacombe          |       | PS    |
| Penne-d'Agenais     | Jean-Pierre Lorenzon |       | DVD   | Jean-Pierre Lorenzon     |       | DVD   |
| Port-Sainte-Marie   | Jean-Claude Boyer*   |       | UDF   | Alain Paraillous         |       | DVD   |
| Puymirol            | Marc Boueilh         |       | DVD   | Marc Boueilh             |       | DVD   |
| Seyches             | Pierre Camani        |       | PS    | Pierre Camani            |       | PS    |
| Tournon-d'Agenais   | Jean-Pierre Lacam    |       | DVD   | Daniel Borie             |       | PS    |
| Villeréal           | Guy Berny*           |       | CPNT  | Jean-Marc Chemin         |       | DVD   |

## Résultats par cantons

### Canton d'Agen-Centre
| Candidats      | Candidats         | Étiquette      | Premier tour | Premier tour | Second tour | Second tour |
| Candidats      | Candidats         | Étiquette      | Voix         | %            | Voix        | %           |
| -------------- | ----------------- | -------------- | ------------ | ------------ | ----------- | ----------- |
|                | Pierre Cholet     | DVD            | 2 174        | 40,83        | 2 974       | 51,54       |
|                | Lucette Lousteau* | PS             | 1 693        | 31,79        | 2 796       | 48,46       |
|                | Jean Pinasseau    | DVD            | 545          | 10,23        |             |             |
|                | Dominique Renard  | Verts          | 536          | 10,07        |             |             |
|                | Joëlle Ferrer     | PCF            | 377          | 7,08         |             |             |
|                |                   |                |              |              |             |             |
| Inscrits       | Inscrits          | Inscrits       | 8 859        | 100,00       | 8 858       | 100,00      |
| Abstentions    | Abstentions       | Abstentions    | 3 335        | 37,65        | 2 849       | 32,16       |
| Votants        | Votants           | Votants        | 5 524        | 62,35        | 6 009       | 67,84       |
| Blancs et nuls | Blancs et nuls    | Blancs et nuls | 199          | 3,60         | 239         | 3,98        |
| Exprimés       | Exprimés          | Exprimés       | 5 325        | 96,40        | 5 770       | 96,02       |

*sortant

### Canton d'Agen-Nord
| Candidats      | Candidats          | Étiquette      | Premier tour | Premier tour | Deuxième tour | Deuxième tour |
| Candidats      | Candidats          | Étiquette      | Voix         | %            | Voix          | %             |
| -------------- | ------------------ | -------------- | ------------ | ------------ | ------------- | ------------- |
|                | Jean-Michel Drapé* | UMP            | 3 008        | 44,42        | 3 183         | 50,73         |
|                | Henry Maury        | Verts          | 2 334        | 34,47        | 3 091         | 49,27         |
|                | Alice Jouhaux      | MoDem          | 1 429        | 21,10        | Retrait       | Retrait       |
|                |                    |                |              |              |               |               |
| Inscrits       | Inscrits           | Inscrits       | 10 704       | 100,00       | 10 702        | 100,00        |
| Abstentions    | Abstentions        | Abstentions    | 3 650        | 34,10        | 4 199         | 39,24         |
| Votants        | Votants            | Votants        | 7 054        | 65,90        | 6 503         | 60,76         |
| Blancs et nuls | Blancs et nuls     | Blancs et nuls | 283          | 4,01         | 229           | 3,52          |
| Exprimés       | Exprimés           | Exprimés       | 6 771        | 95,99        | 6 274         | 96,48         |

*sortant

### Canton d'Astaffort
| Candidats      | Candidats       | Étiquette      | Premier tour | Premier tour |
| Candidats      | Candidats       | Étiquette      | Voix         | %            |
| -------------- | --------------- | -------------- | ------------ | ------------ |
|                | Michel Esteban* | PS             | 2 551        | 54,78        |
|                | Henry Maury     | DVD            | 1 426        | 30,26        |
|                | Alice Jouhaux   | MoDem          | 470          | 10,09        |
|                | Elie Vergnolle  | PCF            | 210          | 4,51         |
|                |                 |                |              |              |
| Inscrits       | Inscrits        | Inscrits       | 6 412        | 100,00       |
| Abstentions    | Abstentions     | Abstentions    | 1 507        | 23,50        |
| Votants        | Votants         | Votants        | 4 905        | 76,50        |
| Blancs et nuls | Blancs et nuls  | Blancs et nuls | 248          | 5,06         |
| Exprimés       | Exprimés        | Exprimés       | 4 657        | 94,94        |

*sortant

### Canton de Casteljaloux
| Candidats      | Candidats           | Étiquette      | Premier tour | Premier tour |
| Candidats      | Candidats           | Étiquette      | Voix         | %            |
| -------------- | ------------------- | -------------- | ------------ | ------------ |
|                | Jean-Claude Guénin* | UMP            | 2 294        | 61,03        |
|                | Annette Boussinot   | DVG            | 1 158        | 30,81        |
|                | Raymond Mornet      | NC             | 307          | 8,17         |
|                |                     |                |              |              |
| Inscrits       | Inscrits            | Inscrits       | 5 118        | 100,00       |
| Abstentions    | Abstentions         | Abstentions    | 1 198        | 23,41        |
| Votants        | Votants             | Votants        | 3 920        | 76,59        |
| Blancs et nuls | Blancs et nuls      | Blancs et nuls | 161          | 4,11         |
| Exprimés       | Exprimés            | Exprimés       | 3 759        | 95,89        |

*sortant

### Canton de Castelmoron-sur-Lot
| Candidats      | Candidats         | Étiquette      | Premier tour | Premier tour |
| Candidats      | Candidats         | Étiquette      | Voix         | %            |
| -------------- | ----------------- | -------------- | ------------ | ------------ |
|                | Bernard Genestou* | UMP            | 1 466        | 69,48        |
|                | Guylène Lia       | PS             | 370          | 17,54        |
|                | André Colliard    | FN             | 146          | 6,92         |
|                | Danièle Zanardo   | PCF            | 128          | 6,07         |
|                |                   |                |              |              |
| Inscrits       | Inscrits          | Inscrits       | 5 118        | 100,00       |
| Abstentions    | Abstentions       | Abstentions    | 1 198        | 23,41        |
| Votants        | Votants           | Votants        | 3 920        | 76,59        |
| Blancs et nuls | Blancs et nuls    | Blancs et nuls | 161          | 4,11         |
| Exprimés       | Exprimés          | Exprimés       | 3 759        | 95,89        |

### Canton de Castillonnès
| Candidats      | Candidats          | Étiquette      | Premier tour | Premier tour |
| Candidats      | Candidats          | Étiquette      | Voix         | %            |
| -------------- | ------------------ | -------------- | ------------ | ------------ |
|                | Christian Ferullo* | PS             | 1 239        | 58,31        |
|                | Laurence Roucahud  | DVD            | 769          | 36,19        |
|                | Michèle Barreaud   | PCF            | 64           | 3,01         |
|                | Thierry Forestier  | MoDem          | 53           | 2,49         |
|                |                    |                |              |              |
| Inscrits       | Inscrits           | Inscrits       | 2 602        | 100,00       |
| Abstentions    | Abstentions        | Abstentions    | 406          | 15,60        |
| Votants        | Votants            | Votants        | 2 196        | 84,40        |
| Blancs et nuls | Blancs et nuls     | Blancs et nuls | 71           | 3,23         |
| Exprimés       | Exprimés           | Exprimés       | 2 125        | 96,77        |

### Canton de Francescas
| Candidats      | Candidats            | Étiquette      | Premier tour | Premier tour |
| Candidats      | Candidats            | Étiquette      | Voix         | %            |
| -------------- | -------------------- | -------------- | ------------ | ------------ |
|                | Christian Lussagnet* | UMP            | 1 186        | 65,58        |
|                | Yann Bolo            | PS             | 476          | 26,31        |
|                | Jacques Farre        | PCF            | 147          | 8,13         |
|                |                      |                |              |              |
| Inscrits       | Inscrits             | Inscrits       | 2 322        | 100,00       |
| Abstentions    | Abstentions          | Abstentions    | 437          | 18,82        |
| Votants        | Votants              | Votants        | 1 885        | 81,18        |
| Blancs et nuls | Blancs et nuls       | Blancs et nuls | 76           | 4,03         |
| Exprimés       | Exprimés             | Exprimés       | 1 809        | 95,97        |

*sortant

### Canton de Laplume
| Candidats      | Candidats            | Étiquette      | Premier tour | Premier tour | Second tour | Second tour |
| Candidats      | Candidats            | Étiquette      | Voix         | %            | Voix        | %           |
| -------------- | -------------------- | -------------- | ------------ | ------------ | ----------- | ----------- |
|                | Jean Dreuil          | PS             | 2 351        | 40,02        | 2 859       | 56,48       |
|                | Michel Bernines      | NC             | 1 228        | 32,90        | 2 203       | 43,52       |
|                | Christian Salinaires | DVD            | 1 228        | 20,90        | Retrait     | Retrait     |
|                | Jacques Farre        | PCF            | 363          | 6,18         |             |             |
|                |                      |                |              |              |             |             |
| Inscrits       | Inscrits             | Inscrits       | 8 751        | 100,00       | 8 750       | 100,00      |
| Abstentions    | Abstentions          | Abstentions    | 2 516        | 28,75        | 3 450       | 39,43       |
| Votants        | Votants              | Votants        | 6 235        | 71,25        | 5 300       | 60,57       |
| Blancs et nuls | Blancs et nuls       | Blancs et nuls | 630          | 5,77         | 238         | 4,49        |
| Exprimés       | Exprimés             | Exprimés       | 5 875        | 94,23        | 5 062       | 95,51       |

### Canton de Lauzun
| Candidats      | Candidats           | Étiquette      | Premier tour | Premier tour | Second tour | Second tour |
| Candidats      | Candidats           | Étiquette      | Voix         | %            | Voix        | %           |
| -------------- | ------------------- | -------------- | ------------ | ------------ | ----------- | ----------- |
|                | Pierre Costes*      | PS             | 2 490        | 46,73        | 2 958       | 58,03       |
|                | Jean-Marie Farbos   | DVD            | 1 992        | 37,39        | 2 139       | 41,97       |
|                | Patrick Beauvillard | MoDem          | 482          | 9,05         |             |             |
|                | Roger Dejean        | PCF            | 364          | 6,83         |             |             |
|                |                     |                |              |              |             |             |
| Inscrits       | Inscrits            | Inscrits       | 7 069        | 100,00       | 7 069       | 100,00      |
| Abstentions    | Abstentions         | Abstentions    | 1 590        | 22,49        | 1 847       | 26,13       |
| Votants        | Votants             | Votants        | 5 479        | 77,51        | 5 222       | 73,87       |
| Blancs et nuls | Blancs et nuls      | Blancs et nuls | 151          | 2,76         | 125         | 2,39        |
| Exprimés       | Exprimés            | Exprimés       | 5 328        | 97,24        | 5 097       | 97,61       |

*sortant

### Canton de Lavardac
| Candidats      | Candidats              | Étiquette      | Premier tour | Premier tour | Second tour | Second tour |
| Candidats      | Candidats              | Étiquette      | Voix         | %            | Voix        | %           |
| -------------- | ---------------------- | -------------- | ------------ | ------------ | ----------- | ----------- |
|                | André Touron*          | UMP            | 2 029        | 41,00        | 2 217       | 50,09       |
|                | Bernard Faucon-Lambert | DVG            | 1 196        | 24,17        | 2 209       | 49,91       |
|                | Julien Bidan           | DVG            | 909          | 18,37        | Retrait     | Retrait     |
|                | Claude Vaccari         | PCF            | 431          | 8,71         |             |             |
|                | Richard Sanchis        | FN             | 384          | 7,76         |             |             |
|                |                        |                |              |              |             |             |
| Inscrits       | Inscrits               | Inscrits       | 6 698        | 100,00       | 6 698       | 100,00      |
| Abstentions    | Abstentions            | Abstentions    | 1 591        | 23,75        | 2 109       | 31,49       |
| Votants        | Votants                | Votants        | 5 107        | 76,25        | 4 589       | 68,51       |
| Blancs et nuls | Blancs et nuls         | Blancs et nuls | 158          | 3,09         | 163         | 3,55        |
| Exprimés       | Exprimés               | Exprimés       | 4 949        | 96,91        | 4 426       | 96,45       |

*sortant

### Canton de Marmande-Ouest
| Candidats      | Candidats            | Étiquette      | Premier tour | Premier tour | Second tour | Second tour |
| Candidats      | Candidats            | Étiquette      | Voix         | %            | Voix        | %           |
| -------------- | -------------------- | -------------- | ------------ | ------------ | ----------- | ----------- |
|                | Michel Diefenbacher* | UMP            | 3 080        | 45,68        | 2 959       | 48,66       |
|                | Joël Hocquelet       | DVG            | 2 065        | 30,63        | 3 122       | 51,34       |
|                | Michel Ceruti        | PCF            | 758          | 11,24        |             |             |
|                | Jean-Pierre Champion | MoDem          | 291          | 4,32         |             |             |
|                | Bernard Bouliteau    | EXG            | 284          | 4,21         |             |             |
|                | Philippe Laridan     | Verts          | 264          | 3,92         |             |             |
|                |                      |                |              |              |             |             |
| Inscrits       | Inscrits             | Inscrits       | 10 408       | 100,00       | 10 408      | 100,00      |
| Abstentions    | Abstentions          | Abstentions    | 3 414        | 32,80        | 4 126       | 39,64       |
| Votants        | Votants              | Votants        | 6 994        | 67,20        | 6 282       | 60,36       |
| Blancs et nuls | Blancs et nuls       | Blancs et nuls | 252          | 3,60         | 201         | 3,20        |
| Exprimés       | Exprimés             | Exprimés       | 6 742        | 96,40        | 6 081       | 96,80       |

*sortant

### Canton du Mas-d'Agenais
| Candidats      | Candidats             | Étiquette      | Premier tour | Premier tour | Second tour | Second tour |
| Candidats      | Candidats             | Étiquette      | Voix         | %            | Voix        | %           |
| -------------- | --------------------- | -------------- | ------------ | ------------ | ----------- | ----------- |
|                | Jean-Luc Barbe        | DVG            | 1 853        | 48,92        | 2 126       | 64,25       |
|                | Jean-Louis Confolent* | UMP            | 1 575        | 41,58        | 1 183       | 35,75       |
|                | François Gibert       | DVG            | 360          | 9,50         |             |             |
|                |                       |                |              |              |             |             |
| Inscrits       | Inscrits              | Inscrits       | 4 693        | 100,00       | 4 697       | 100,00      |
| Abstentions    | Abstentions           | Abstentions    | 776          | 16,54        | 1 300       | 27,68       |
| Votants        | Votants               | Votants        | 3 917        | 83,46        | 3 397       | 72,32       |
| Blancs et nuls | Blancs et nuls        | Blancs et nuls | 129          | 3,60         | 88          | 2,59        |
| Exprimés       | Exprimés              | Exprimés       | 3 788        | 96,71        | 3 309       | 97,41       |

*sortant

### Canton de Monclar
| Candidats      | Candidats                | Étiquette      | Premier tour | Premier tour | Second tour | Second tour |
| Candidats      | Candidats                | Étiquette      | Voix         | %            | Voix        | %           |
| -------------- | ------------------------ | -------------- | ------------ | ------------ | ----------- | ----------- |
|                | Pierre-Jean Fougeyrollas | PS             | 1 147        | 47,49        | 1 320       | 56,68       |
|                | Pierrette Jugie*         | UMP            | 1 020        | 42,24        | 1 009       | 43,32       |
|                | Armand Titonel           | PCF            | 248          | 10,27        |             |             |
|                |                          |                |              |              |             |             |
| Inscrits       | Inscrits                 | Inscrits       | 3 151        | 100,00       | 3 151       | 100,00      |
| Abstentions    | Abstentions              | Abstentions    | 645          | 20,47        | 766         | 24,31       |
| Votants        | Votants                  | Votants        | 2 506        | 79,53        | 2 385       | 75,69       |
| Blancs et nuls | Blancs et nuls           | Blancs et nuls | 91           | 3,63         | 56          | 2,35        |
| Exprimés       | Exprimés                 | Exprimés       | 2 415        | 96,37        | 2 329       | 97,65       |

*sortant

### Canton de Nérac
| Candidats      | Candidats          | Étiquette      | Premier tour | Premier tour | Second tour | Second tour |
| Candidats      | Candidats          | Étiquette      | Voix         | %            | Voix        | %           |
| -------------- | ------------------ | -------------- | ------------ | ------------ | ----------- | ----------- |
|                | Gabriel Chazallon* | UMP            | 2 248        | 43,07        | 2 122       | 43,04       |
|                | Nicolas Lacombe    | PS             | 2 030        | 38,90        | 2 808       | 56,96       |
|                | Patrice Dufau      | PCF            | 486          | 9,31         |             |             |
|                | Nadine Cieza       | Verts          | 252          | 4,83         |             |             |
|                | Roland Kermarec    | MoDem          | 203          | 3,89         |             |             |
|                |                    |                |              |              |             |             |
| Inscrits       | Inscrits           | Inscrits       | 7 402        | 100,00       | 7 402       | 100,00      |
| Abstentions    | Abstentions        | Abstentions    | 1 975        | 26,68        | 2 344       | 31,67       |
| Votants        | Votants            | Votants        | 5 472        | 73,32        | 5 058       | 68,33       |
| Blancs et nuls | Blancs et nuls     | Blancs et nuls | 208          | 3,83         | 128         | 2,53        |
| Exprimés       | Exprimés           | Exprimés       | 5 219        | 96,17        | 4 930       | 97,47       |

*sortant

### Canton de Penne-d'Agenais
| Candidats      | Candidats             | Étiquette      | Premier tour | Premier tour | Second tour | Second tour |
| Candidats      | Candidats             | Étiquette      | Voix         | %            | Voix        | %           |
| -------------- | --------------------- | -------------- | ------------ | ------------ | ----------- | ----------- |
|                | Jean-Pierre Lorenzon* | DVD            | 2 119        | 49,89        | 2 380       | 61,23       |
|                | Bernard Barral        | PS             | 1 213        | 28,56        | 1 507       | 38,77       |
|                | Yves Boissière        | REG            | 451          | 10,62        |             |             |
|                | Dominique Monnier     | FN             | 286          | 6,73         |             |             |
|                | Francis Blazquez      | PCF            | 178          | 4,19         |             |             |
|                |                       |                |              |              |             |             |
| Inscrits       | Inscrits              | Inscrits       | 5 957        | 100,00       | 5 957       | 100,00      |
| Abstentions    | Abstentions           | Abstentions    | 1 552        | 26,05        | 1 910       | 32,06       |
| Votants        | Votants               | Votants        | 4 405        | 73,95        | 4 047       | 67,94       |
| Blancs et nuls | Blancs et nuls        | Blancs et nuls | 158          | 3,59         | 160         | 3,95        |
| Exprimés       | Exprimés              | Exprimés       | 4 247        | 96,41        | 3 887       | 96,05       |

*sortant

### Canton de Port-Sainte-Marie
| Candidats      | Candidats          | Étiquette      | Premier tour | Premier tour | Second tour | Second tour |
| Candidats      | Candidats          | Étiquette      | Voix         | %            | Voix        | %           |
| -------------- | ------------------ | -------------- | ------------ | ------------ | ----------- | ----------- |
|                | Alain Paraillous   | DVD            | 1 371        | 29,57        | 2 343       | 56,44       |
|                | Jean-Jacques Serra | PS             | 1 123        | 24,22        | 1 808       | 43,56       |
|                | Christian Girardi  | DVD            | 994          | 21,44        | Retrait     | Retrait     |
|                | Guy Soulage        | PCF            | 446          | 9,62         |             |             |
|                | Pierre Salane      | Verts          | 381          | 8,22         |             |             |
|                | Jean-Marie Simon   | FN             | 322          | 6,94         |             |             |
|                |                    |                |              |              |             |             |
| Inscrits       | Inscrits           | Inscrits       | 6 466        | 100,00       | 6 471       | 100,00      |
| Abstentions    | Abstentions        | Abstentions    | 1 660        | 25,67        | 2 149       | 33,21       |
| Votants        | Votants            | Votants        | 4 806        | 74,33        | 4 322       | 66,79       |
| Blancs et nuls | Blancs et nuls     | Blancs et nuls | 169          | 3,52         | 171         | 3,96        |
| Exprimés       | Exprimés           | Exprimés       | 4 637        | 96,48        | 4 151       | 96,04       |

### Canton de Puymirol
| Candidats      | Candidats             | Étiquette      | Premier tour | Premier tour | Second tour | Second tour |
| Candidats      | Candidats             | Étiquette      | Voix         | %            | Voix        | %           |
| -------------- | --------------------- | -------------- | ------------ | ------------ | ----------- | ----------- |
|                | Marc Boueilh*         | DVD            | 1 753        | 40,90        | 2 022       | 50,82       |
|                | Jean-Louis Coureau    | PS             | 1 606        | 37,47        | 1 957       | 49,18       |
|                | Philippe Pornin       | FN             | 264          | 6,16         |             |             |
|                | Lu-Séo Keo-Singharath | DVD            | 260          | 6,07         |             |             |
|                | Grégoire Bellanger    | Verts          | 218          | 5,09         |             |             |
|                | Danielle Blasco       | PCF            | 123          | 2,87         |             |             |
|                | Arlette Fabre         | UDF-MoDem      | 62           | 1,45         |             |             |
|                |                       |                |              |              |             |             |
| Inscrits       | Inscrits              | Inscrits       | 5 711        | 100,00       | 5 712       | 100,00      |
| Abstentions    | Abstentions           | Abstentions    | 1 303        | 22,82        | 1 598       | 27,89       |
| Votants        | Votants               | Votants        | 4 408        | 77,18        | 4 114       | 72,02       |
| Blancs et nuls | Blancs et nuls        | Blancs et nuls | 122          | 2,77         | 135         | 3,28        |
| Exprimés       | Exprimés              | Exprimés       | 4 286        | 97,23        | 3 979       | 96,72       |

*sortant

### Canton de Seyches
| Candidats      | Candidats         | Étiquette      | Premier tour | Premier tour |
| Candidats      | Candidats         | Étiquette      | Voix         | %            |
| -------------- | ----------------- | -------------- | ------------ | ------------ |
|                | Pierre Camani*    | PS             | 2 684        | 72,58        |
|                | Gilbert Latchurie | DVD            | 873          | 23,61        |
|                | Claude Tressos    | PCF            | 141          | 3,81         |
|                |                   |                |              |              |
| Inscrits       | Inscrits          | Inscrits       | 4 647        | 100,00       |
| Abstentions    | Abstentions       | Abstentions    | 812          | 17,57        |
| Votants        | Votants           | Votants        | 3 835        | 82,43        |
| Blancs et nuls | Blancs et nuls    | Blancs et nuls | 137          | 3,57         |
| Exprimés       | Exprimés          | Exprimés       | 3 698        | 96,43        |

*sortant

### Canton de Tournon d'Agenais
| Candidats      | Candidats          | Étiquette      | Premier tour | Premier tour | Second tour | Second tour |
| Candidats      | Candidats          | Étiquette      | Voix         | %            | Voix        | %           |
| -------------- | ------------------ | -------------- | ------------ | ------------ | ----------- | ----------- |
|                | Daniel Borie       | PS             | 1 802        | 47,77        | 2 167       | 58,65       |
|                | Jean-Pierre Lacam* | DVD            | 1 591        | 42,18        | 1 528       | 41,35       |
|                | Daniel Borsato     | PCF            | 218          | 5,78         |             |             |
|                | Yves Beltoise      | FN             | 161          | 4,27         |             |             |
|                |                    |                |              |              |             |             |
| Inscrits       | Inscrits           | Inscrits       | 5 096        | 100,00       | 5 091       | 100,00      |
| Abstentions    | Abstentions        | Abstentions    | 1 189        | 23,33        | 1 280       | 25,14       |
| Votants        | Votants            | Votants        | 3 907        | 76,67        | 3 811       | 74,86       |
| Blancs et nuls | Blancs et nuls     | Blancs et nuls | 135          | 3,46         | 116         | 3,04        |
| Exprimés       | Exprimés           | Exprimés       | 3 772        | 96,54        | 3 695       | 96,96       |

*sortant

### Canton de Villeréal
| Candidats      | Candidats           | Étiquette      | Premier tour | Premier tour | Second tour | Second tour |
| Candidats      | Candidats           | Étiquette      | Voix         | %            | Voix        | %           |
| -------------- | ------------------- | -------------- | ------------ | ------------ | ----------- | ----------- |
|                | Jean-Marc Chemin    | DVD            | 1 056        | 46,64        | 1 212       | 59,35       |
|                | Jean-Luc Vernet     | PRG            | 590          | 26,06        | 830         | 40,65       |
|                | Laurence Lavignerie | DVD            | 467          | 20,63        | Retrait     | Retrait     |
|                | Fabien Vincent      | DVG            | 151          | 6,67         |             |             |
|                |                     |                |              |              |             |             |
| Inscrits       | Inscrits            | Inscrits       | 2 948        | 100,00       | 2 947       | 100,00      |
| Abstentions    | Abstentions         | Abstentions    | 592          | 20,08        | 819         | 27,79       |
| Votants        | Votants             | Votants        | 2 356        | 79,92        | 2 128       | 72,21       |
| Blancs et nuls | Blancs et nuls      | Blancs et nuls | 92           | 3,90         | 86          | 4,04        |
| Exprimés       | Exprimés            | Exprimés       | 2 264        | 96,10        | 2 042       | 95,96       |